# Liste der Biografien/Bari
Liste der Biografien |
Portal Biografien |
Personensuche
# |
A |
B |
C |
D |
E |
F |
G |
H |
I |
J |
K |
L |
M |
N |
O |
P |
Q |
R |
S |
T |
U |
V |
W |
X |
Y |
Z |
?
 
Ba |
Be |
Bd |
Bg |
Bh |
Bi |
Bj |
Bl |
Bm |
Bn |
Bo |
Br |
Bs |
Bu |
Bw |
By |
Bz
 
Baa |
Bab |
Bac |
Bad |
Bae |
Baf |
Bag |
Bah |
Bai |
Baj |
Bak |
Bal |
Bam |
Ban |
Bao |
Bap |
Baq |
Bar |
Bas |
Bat |
Bau |
Bav |
Baw |
Bax–Baz
 
Bara |
Barb |
Barc |
Bard |
Bare |
Barf |
Barg |
Barh |
Bari |
Barj |
Bark |
Barl |
Barm |
Barn |
Baro |
Barp |
Barq |
Barr |
Bars |
Bart |
Baru |
Barv |
Barw |
Bary |
Barz
Die Liste der Biografien führt alle Personen auf, die in der deutschsprachigen Wikipedia einen Artikel haben. Dieses ist eine Teilliste mit 131 Einträgen von Personen, deren Namen mit den Buchstaben „Bari“ beginnt.

## Bari
- Bari, Alexander Weniaminowitsch (1847–1913), russischer Ingenieur und Unternehmer
- Bari, Andrea (* 1980), italienischer Volleyballspieler
- Bari, Árpád (* 1953), ungarischer Kunstmaler und Arzt
- Bari, Judi (1949–1997), US-amerikanische Feministin, Umweltaktivistin und Basisgewerkschafterin
- Bari, Lynn (1913–1989), US-amerikanische Schauspielerin
- Bari, Madiu (* 1998), portugiesischer Fußballspieler
- Bari, Nina Karlowna (1901–1961), russische Mathematikerin
- Bari, Ruth Aaronson (1917–2005), amerikanische Mathematikerin und Hochschullehrerin

### Barib
- Bariban, Michail Michailowitsch (1949–2016), sowjetischer Dreispringer
- Baribo, Tai (* 1998), israelischer Fußballspieler

### Baric
- Barić, Hrvoje (* 1965), jugoslawischer Schwimmer
- Baric, Kristijan (* 1988), österreichischer Fußballspieler
- Barić, Otto (1932–2020), jugoslawischer Fußballspieler und späterer jugoslawischer und kroatischer Fußballtrainer
- Baric, Ralph S. (* 1954), US-amerikanischer Virologe und Epidemiologe
- Baricco, Alessandro (* 1958), italienischer SchriftstellerAlessandro Baricco (* 1958)

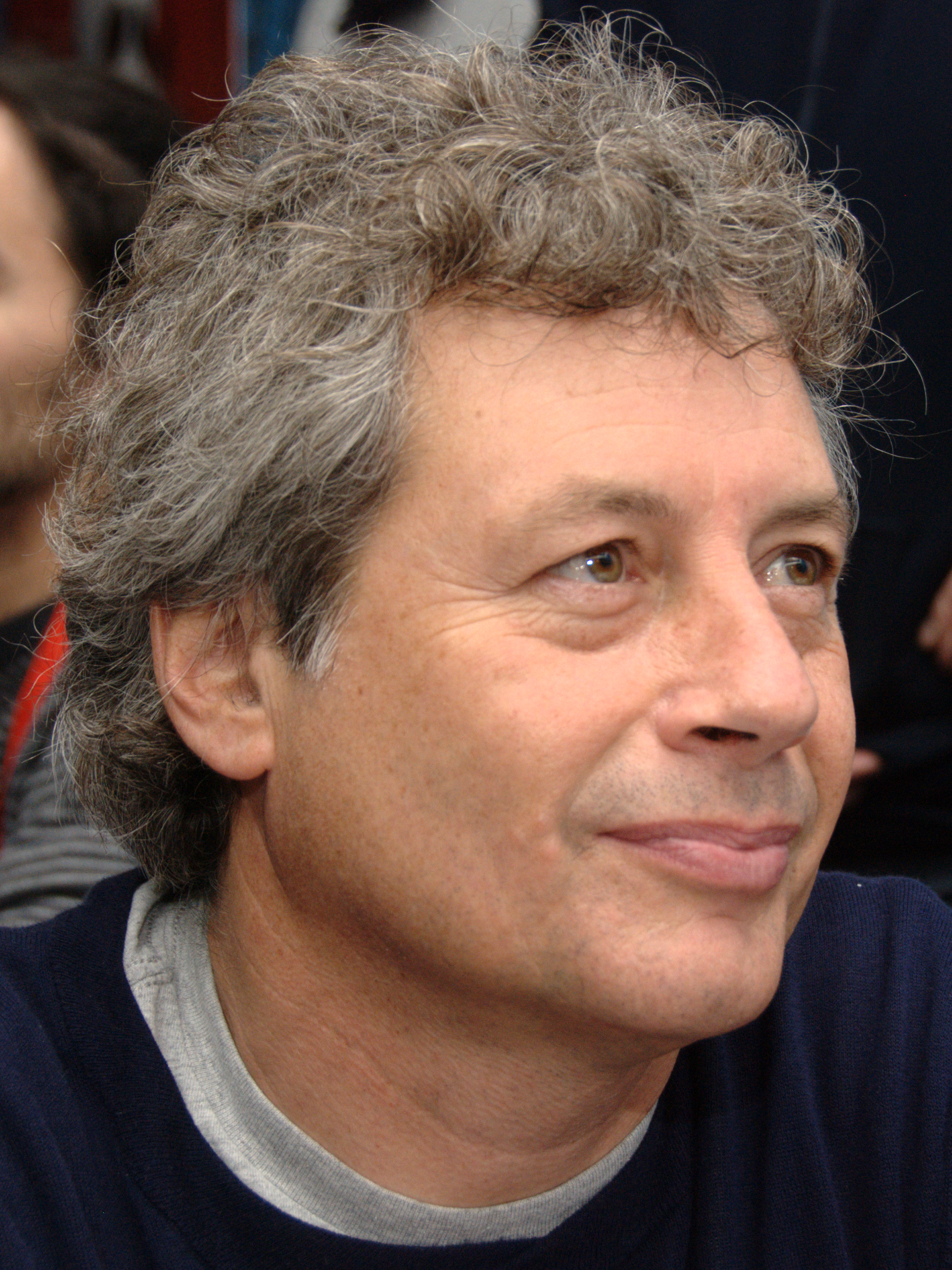
Alessandro Baricco (* 1958)

- Barich, Karl (1901–1995), deutscher Manager
- Barich, Michael von (1792–1859), Wiener Hofkonzipist, Großhändler und Bauspekulant
- Baricová, Jana (* 1953), slowakische Richterin

### Barid
- Barid, Driss (* 1986), marokkanischer Leichtathlet und Hammerwerfer
- Baridón, Wilde (1941–1965), uruguayischer Radrennfahrer

### Barie
- Barié, Augustin (1883–1915), französischer Organist und Komponist
- Barié, Günter (1907–1991), deutscher Manager
- Barié, Helmut (* 1940), deutscher evangelischer Theologe und ehemaliger Prälat der Badischen Landeskirche
- Barie, Zakariah (* 1953), tansanischer Langstreckenläufer
- Bariedah, Kholoud (* 1985), saudi-arabische Schriftstellerin und Menschenrechtsaktivistin

### Barig
- Barignano, Antonia da (1399–1471), italienische Adlige

### Barik
- Barik, Miraç (* 1986), türkischer Fußballtorhüter

### Baril
- Baril, Olivia (* 1997), kanadische Radrennfahrerin
- Barila, Liutauras (* 1974), litauischer Biathlet
- Barilaro, John (* 1971), australischer Politiker, Mitglied der Legislativversammlung und Minister von New South Wales
- Barile, Joe (* 1959), US-amerikanischer Rennrodler
- Barili, Caterina († 1870), italienische Opernsängerin (Sopran)
- Barili, Lorenzo (1801–1875), italienischer Kardinal, päpstlicher Diplomat
- Barilier, Étienne (* 1947), französischsprachiger Schweizer Schriftsteller und Übersetzer
- Barilko, Bill (1927–1951), kanadischer Eishockeyspieler
- Barilla, Guido (* 1958), italienischer Unternehmer der Lebensmittelindustrie
- Barilla, Paolo (* 1961), italienischer Industriemanager und ehemaliger Automobilrennfahrer
- Barillaro, Alan, kanadischer Animator
- Barillas Bercián, Manuel Lisandro (1845–1907), guatemaltekischer General und Präsident
- Barillé, Albert (1920–2009), französischer Filmregisseur, Drehbuchautor und TrickfilmzeichnerAlbert Barillé (1920–2009)

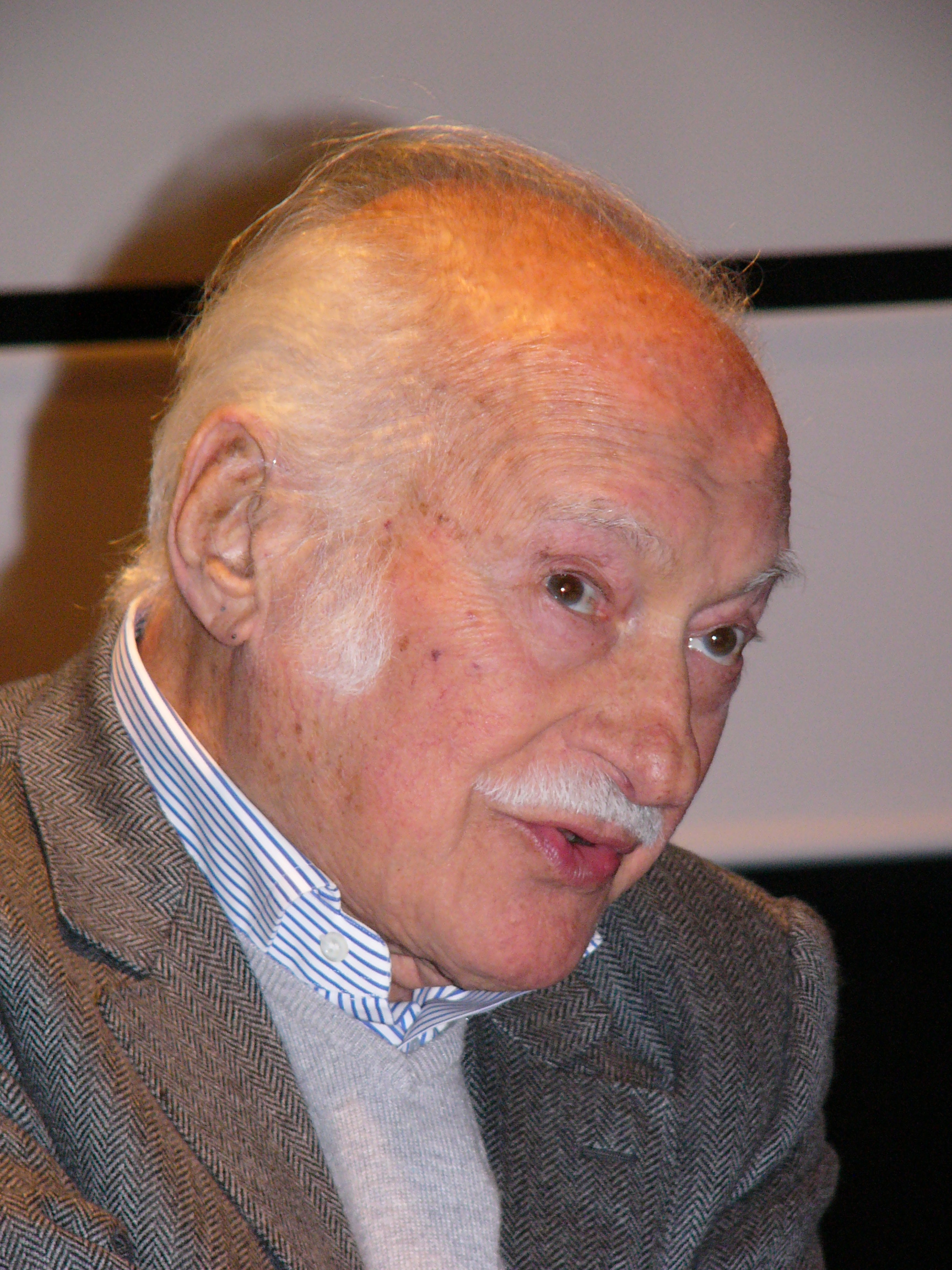
Albert Barillé (1920–2009)

- Barillet, Louis (1880–1948), französischer Maler, Medailleur und Glasmaler
- Barillet, Pierre (1923–2019), französischer Schriftsteller
- Barillet-Deschamps, Jean-Pierre (1824–1873), französischer Gartenkünstler
- Barilli, Bruno (1880–1952), italienischer Komponist, Journalist und Schriftsteller
- Barilli, Francesco (* 1943), italienischer Filmschaffender
- Barilli, Silvano (* 1968), Schweizer Berufsoffizier (Brigadier)
- Barillová, Alena (* 1969), slowakische Radrennfahrerin

### Barim
- Barima, Alex (* 1991), kanadischer Schauspieler und Synchronsprecher
- Barimah, Yaw (* 1949), ghanaischer Politiker, Minister und ehemaliger Regionalminister der Eastern Region in Ghana

### Barin
- Barın, Ertunç (* 1951), türkischer Autor und literarischer Übersetzer
- Barin, Lou (* 1999), französische Freestyle-Skisportlerin
- Barin, Stéphane (* 1971), französischer Eishockeyspieler und -trainer
- Barinaga, Sabino (1922–1988), spanischer Fußballspieler
- Barinaga, Tyna (* 1946), US-amerikanische Badmintonspielerin
- Barinas, Héctor (1935–1979), venezolanischer Sänger und Komponist
- Barine, Arvède (1840–1908), französische Historiker, Biographin und Literaturkritikerin
- Baring, Adolf (1860–1945), deutscher Jurist
- Baring, Albrecht Friedrich Georg (1767–1835), hannoverscher Jurist
- Baring, Arnulf (1932–2019), deutscher Jurist, Publizist, Politikwissenschaftler, Zeithistoriker und AutorArnulf Baring (1932–2019)

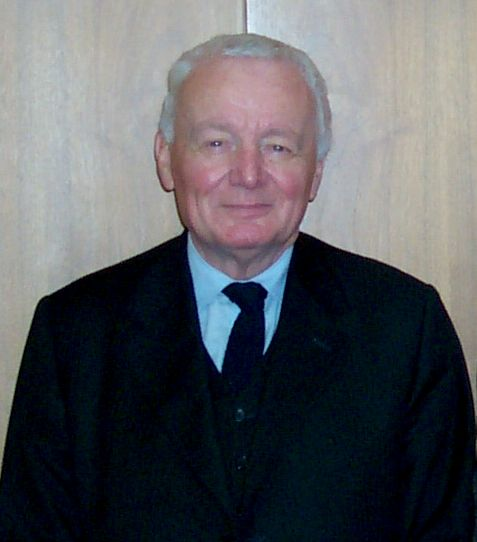
Arnulf Baring (1932–2019)

- Baring, Bingham, 2. Baron Ashburton (1799–1864), britischer Politiker der Conservative Party, Mitglied des House of Commons und Peer
- Baring, Charles, 2. Baron Howick of Glendale (* 1937), britischer Peer, Botaniker und Politiker
- Baring, Daniel Eberhard (1690–1753), deutscher Bibliothekar und Historiker, Autor, Paläograph und Diplomat
- Baring, Eberhard (1608–1659), deutscher lutherischer Theologe, Pädagoge und Polyhistor
- Baring, Eberhard Ludwig (1688–1743), kurhannoverscher Jurist
- Baring, Eduard (1838–1900), deutscher Generalsuperintendent der lutherischen Kirche
- Baring, Evelyn, 1. Baron Howick of Glendale (1903–1973), britischer Gouverneur verschiedener Kolonien
- Baring, Evelyn, 1. Earl of Cromer (1841–1917), britischer Diplomat
- Baring, Francis, 1. Baron Northbrook (1796–1866), britischer Peer und Politiker
- Baring, Francis, 6. Baron Northbrook (* 1954), britischer Peer und Politiker
- Baring, Franz (1522–1589), erster lutherischer Superintendent von Sachsen-Lauenburg (1565–1582)
- Baring, Georg (1773–1848), hannoverscher OffizierGeorg Baring (1773–1848)

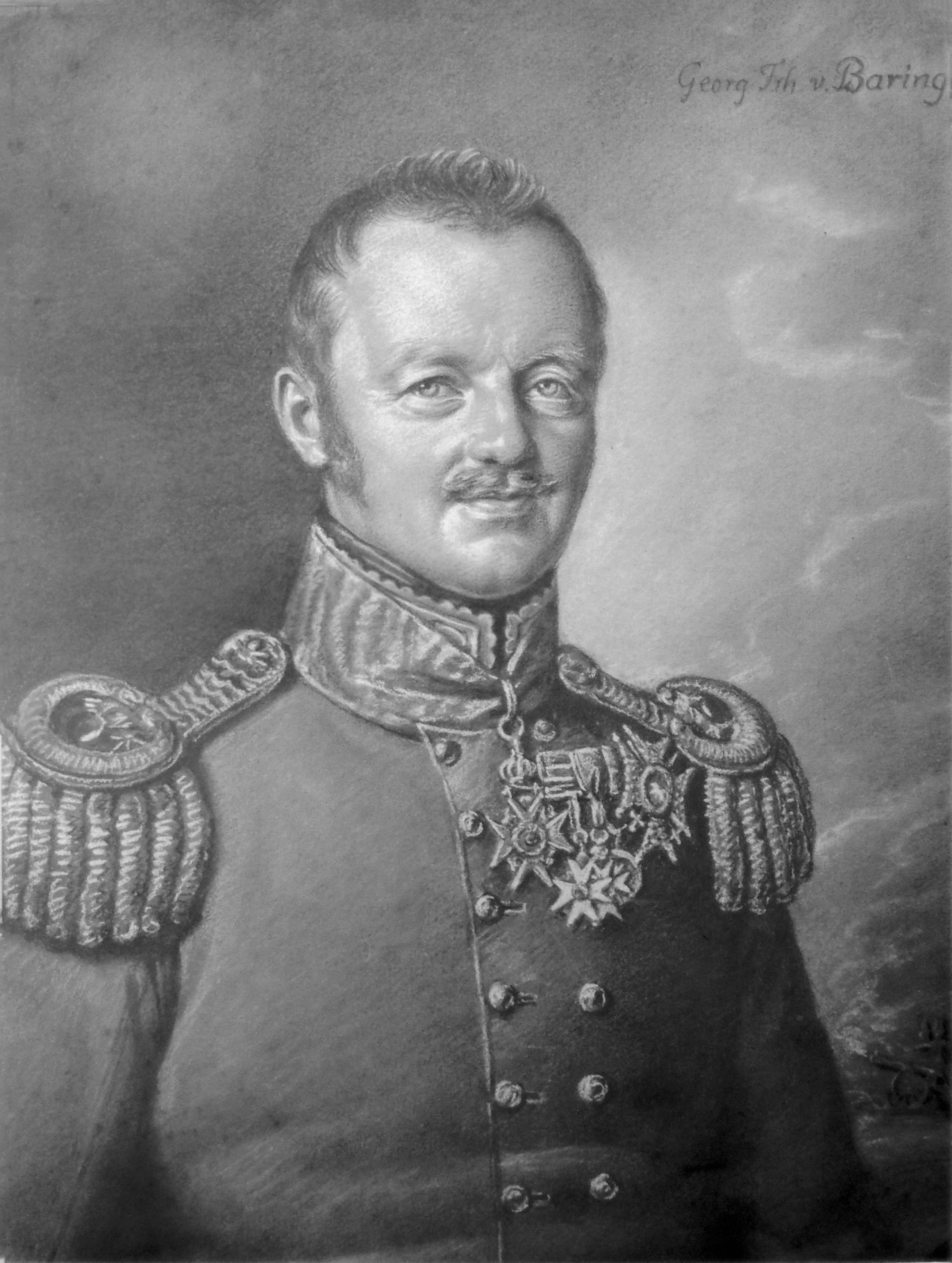
Georg Baring (1773–1848)

- Baring, Georg (1901–1968), deutscher lutherischer Pfarrer und Kirchenhistoriker
- Baring, Johann (1697–1748), deutsch-englischer Wollkaufmann
- Baring, John, 7. Baron Ashburton (1928–2020), britischer Bankier
- Baring, Karl (1803–1868), evangelisch-lutherischer Pastor
- Baring, Martin (1904–1989), deutscher Jurist und Senatspräsident beim Bundesverwaltungsgericht
- Baring, Maurice (1874–1945), britischer Reporter und Autor
- Baring, Natalie (1833–1913), deutsche Schriftstellerin
- Baring, Nikolaus (1607–1648), deutscher Prediger
- Baring, Norah (1907–1985), britische Schauspielerin
- Baring, Otto (1806–1867), deutscher Mediziner
- Bäring, Sven (* 1994), Oberleutnant der Luftwaffe der Bundeswehr
- Baring, Thomas, 1. Earl of Northbrook (1826–1904), britischer Politiker, Vizekönig von Indien
- Baring, Walter S. (1911–1975), US-amerikanischer Politiker
- Baring, William (1830–1901), deutscher Mediziner
- Baring, William (1881–1961), deutscher Maler und Grafiker
- Baring-Gould, Sabine (1834–1924), viktorianischer englischer Pfarrer
- Baring-Gould, William S. (1913–1967), Herausgeber und Kommentator der Sherlock-Holmes-Geschichten
- Baringer, Ewald (* 1955), österreichischer Schriftsteller
- Baringhorst, Sigrid (* 1957), deutsche Politikwissenschaftlerin und Hochschullehrerin
- Barinholtz, Ike (* 1977), US-amerikanischer Comedian und SchauspielerIke Barinholtz (* 1977)

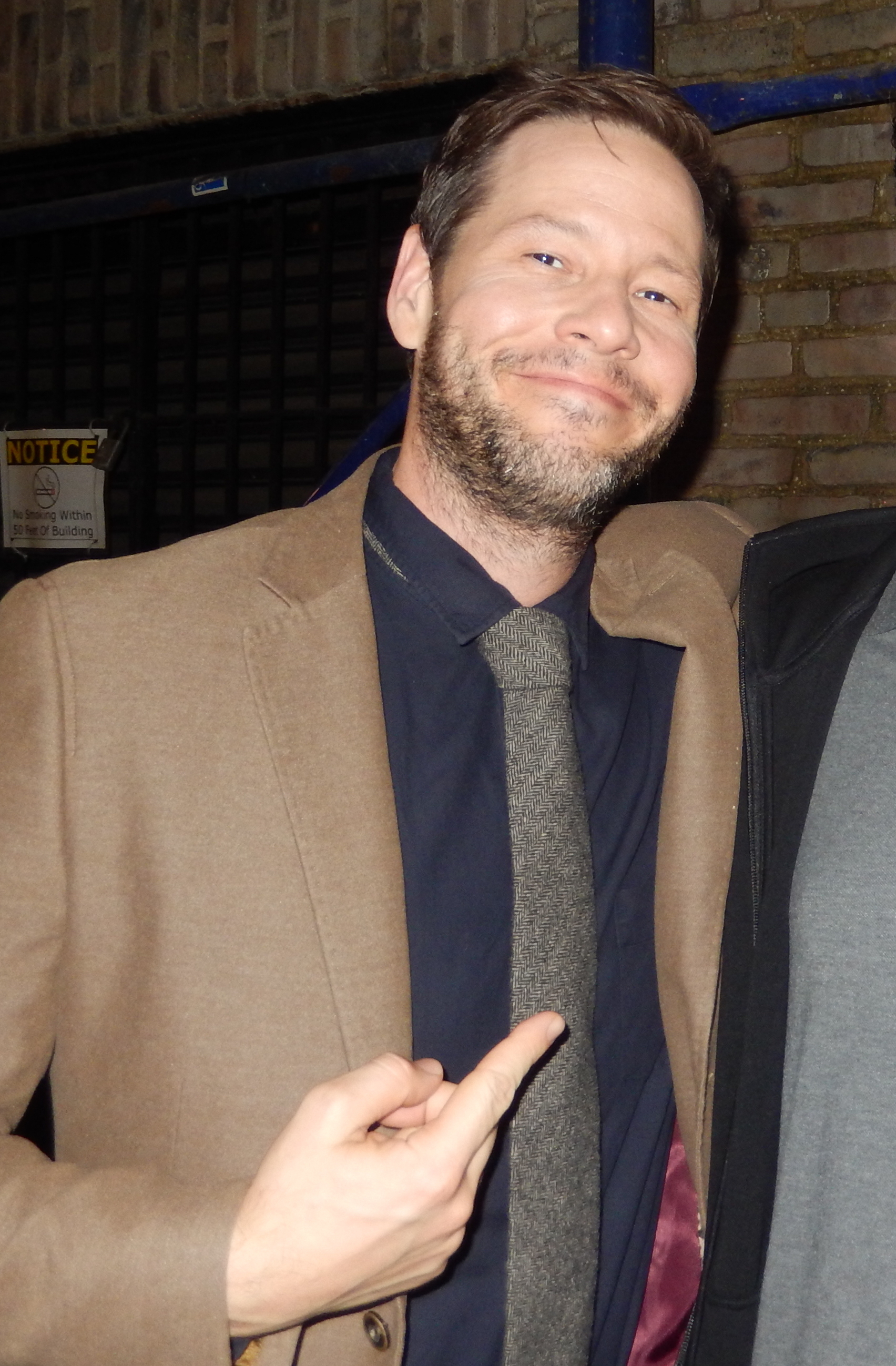
Ike Barinholtz (* 1977)

- Barinholtz, Jon (* 1979), US-amerikanischer Schauspieler und Produzent
- Barinka, Marcel (* 2001), deutsch-tschechischer Eishockeyspieler
- Barinka, Michal (* 1984), tschechischer Eishockeyspieler
- Barinow, Dmitri Nikolajewitsch (* 1996), russischer Fußballspieler
- Barinow, Juri Wiktorowitsch (* 1955), sowjetischer Radrennfahrer

### Bario
- Barion von Zellthal, Mathias (1785–1871), österreichischer Generalmajor, Kommandant und Direktor der österreichischen Raketeuranstalt
- Barion, Hans (1899–1973), deutscher katholischer Kirchenrechtler
- Barion, Jakob (1898–1996), deutscher Philosoph
- Barioni, Daniele (1930–2022), italienischer Opernsänger (Bariton/Tenor)
- Barioz, Taïna (* 1988), französische Skirennläuferin

### Baris
- Baris, Alcino (1964–2025), osttimoresischer Politiker
- Barış, Deniz (* 1977), türkischer Fußballspieler
- Barış, Hakan (* 1994), deutsch-türkischer Fußballspieler
- Barış, Ömer Aysan (* 1982), türkischer Fußballspieler
- Baris, Ozan (* 2004), US-amerikanischer Tennisspieler
- Barisan von Ibelin († 1150), Herr von Ibelin und Ramla
- Barisani, Renato (1918–2011), italienischer Maler und Bildhauer
- Barisanus von Trani, italienischer Bildhauer
- Barish, Barry (* 1936), US-amerikanischer PhysikerBarry Barish (* 1936)

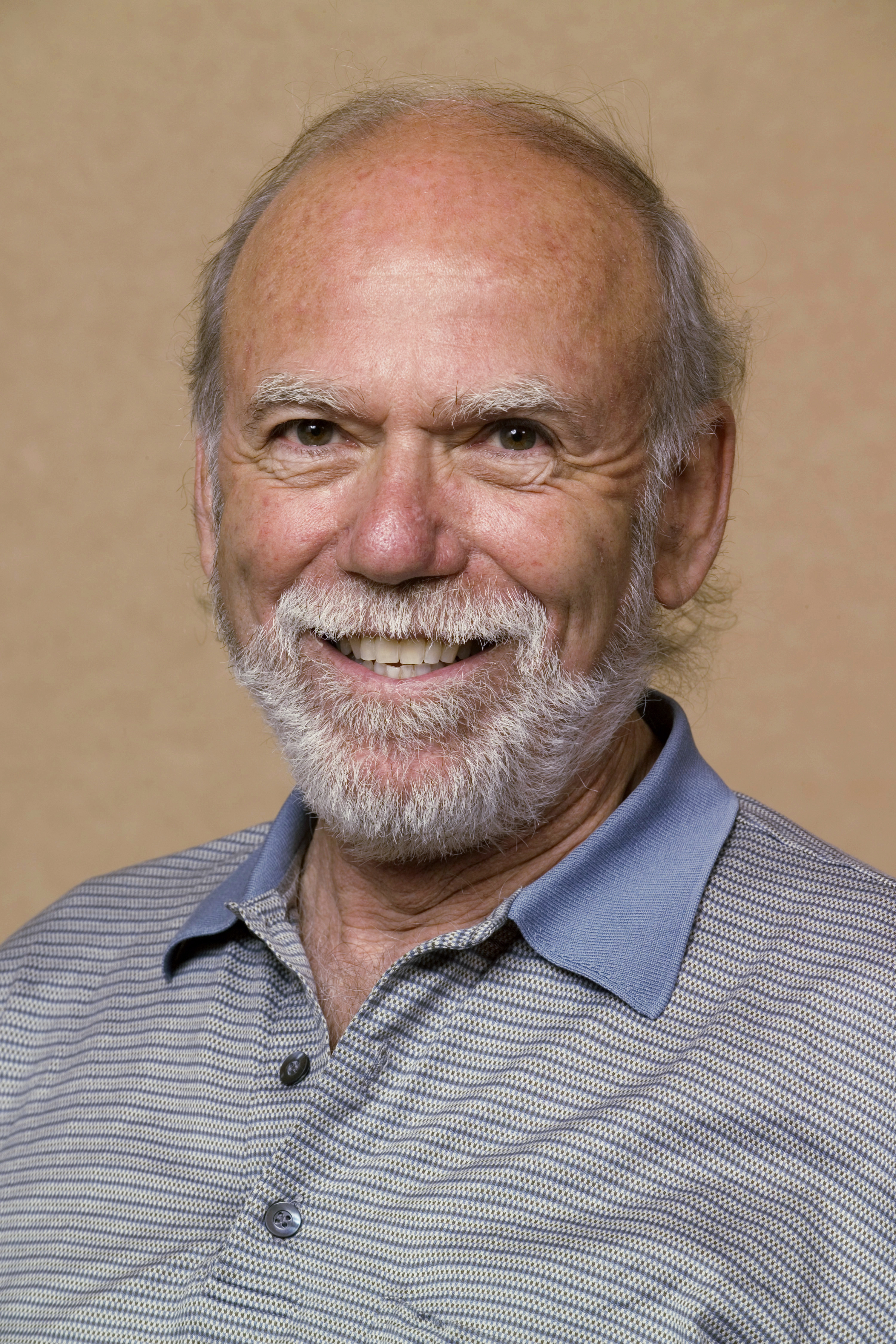
Barry Barish (* 1936)

- Barish, Howard (* 1960), kanadischer Filmproduzent
- Barish, Jonas A. (1922–1998), Theaterhistoriker
- Barisiani, Kurt von (1895–1970), österreichischer Politiker (NSDAP), MdR
- Barisic, Andrew (* 1986), australischer Fußballspieler
- Barišić, Bartol (* 2003), kroatischer Fußballspieler
- Barišić, Borna (* 1992), kroatischer Fußballspieler
- Barišić, David (* 1997), kroatischer Fußballspieler
- Barišić, Josip (* 1983), bosnisch-herzegowinischer Fußballspieler
- Barišić, Josip (* 1986), kroatischer Fußballspieler
- Barišić, Marin (* 1947), kroatischer Geistlicher, römisch-katholischer Erzbischof von Split-Makarska
- Barišić, Rafael (1796–1863), apostolischer Vikar von Bosnien, später der Herzegowina
- Barišić, Teo (* 2004), kroatisch-französischer Fußballspieler
- Barišić, Tina (* 2000), kroatische Handballspielerin
- Barišić, Zoran (* 1970), österreichischer FußballspielerZoran Barišić (* 1970)

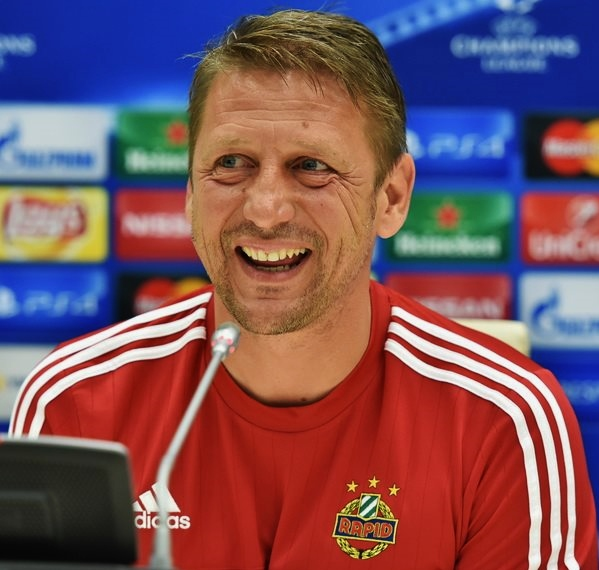
Zoran Barišić (* 1970)

- Barišić-Jaman, Saša-Lela (* 1982), slowenischer Handballspieler
- Barisien, Friedrich Hartmann (1724–1796), deutscher Porträtmaler und Bühnenbildner
- Barisits, Norbert (1957–2023), österreichischer Fußballtrainer
- Barison, Paolo (1936–1979), italienischer Fußballspieler und -trainer

### Barit
- Bariț, George (1812–1893), rumänischer Historiker, Philologe, Journalist und Politiker

### Bariu
- Barius, Moune (* 1957), deutsche Filmeditorin

### Bariv
- Bariviera, Vendramino (1937–2001), italienischer Radrennfahrer